# جائزة إيطاليا الكبرى 1951
جائزة إيطاليا الكبرى 1951 هو سباق فورمولا 1 أقيم بتاريخ 16 سبتمبر 1951 في حلبة مونزا، إيطاليا. كان السابع من أصل 8 في بطولة العالم لسباقات الفورمولا واحد موسم 1951. حلّ الإيطالي البرتو اسكاري أولا.